# ヒトラー第二の書
ヒトラー第二の書（ヒトラーだいにのしょ、ドイツ語: Hitlers Zweites Buch）は、アドルフ・ヒトラーによる口述筆記を書物としてまとめたもので、『我が闘争』で言及していた論題の多くについて掘り下げている。「ドイツ国民の生活空間」の確保の重要性や、ドイツにとって危険な潜在敵国の存在について書き綴られている。ただしヒトラー存命中には公表されず、戦後になって発見された。

## 経緯

### 執筆と秘匿
ドイツ生まれの歴史家ゲアハード・ワインバーグは、「ヒトラーは1928年の夏にこれを口述筆記したのではないか」と推測している。ヒトラーの存命中には出版されず、厳重に保管されていた。国民社会主義ドイツ労働者党の出版社「フランツ・エーア出版社」がこの本を出版しなかったのは、『我が闘争』の売り上げが芳しいものではなく、この状態で二冊目の本を出したところで商業的にも成功することはないだろう、と判断したためである。
1945年にアメリカ軍が原稿を発見して押収したが、長らくその存在は忘れられていた。
1958年、ワインバーグはヴァージニア州アレクサンドリア(Alexandria, Virginia)にあるナチスの文書保管記録所からこの本の草稿を発見した。アメリカ軍の将校は、「これはナチスの出版社の金庫の中に保管されていたもので、15年以上前に書かれたものである」と明言した。
ドイツ現代史研究所は、1961年にこの文書をドイツ語で出版した。原文では『Vorwort』（「前書き」）とあるが、題名についてヒトラーは言及しなかったため、1961年に出版された時には『Hitlers Zweites Buch』（『ヒトラー第二の書』）と呼ばれていた。
ワインバーグは2003年にこの本の新たな英語版を編集し、発表した。日本においては角川書店から『続・わが闘争』の書名で出版されている。「この本の著者が間違いなくヒトラーなのかどうか」の信憑性について、異議が出たことはない。

## 本の概要

### 生存圏
1928年ドイツ国会選挙は、国民社会主義ドイツ労働者党（ナチ党）にとって期待外れの結果となった。ヒトラーはミュンヘンに戻り、『我が闘争』の続編にあたる、外交政策に焦点を当てた本を出すことにした。この選挙結果について、ゲアハード・ワインバーグは「外交政策に関する立場を明確に説明できなかったため」と考えている。そこでヒトラーは、二冊目の著書でこの立場を明らかにすることにした。『第二の著』で初めて詳細に明らかにされた最終段階は、アメリカを打ち負かすことであった。
第一次世界大戦を経て、イタリア王国に併合された南ティロール地方において、ベニート・ムッソリーニ(Benito Mussolini)は、その多くがドイツ語話者である住民の意思に反して、強制的なイタリア化政策を命じた。1928年の帝国議会選挙の前、グスタフ・シュトレーゼマン(Gustav Stresemann)は、ムッソリーニによるイタリア化政策に強く反対する姿勢を見せることで、票を獲得できると考えた。この見解は、ナチスを除くすべての政党が共有するようになる。彼らはシュトレーゼマンに倣い、ムッソリーニによる南ティロールに住むドイツ人に対する扱いを強く非難した。一方、ヒトラーは「ドイツには、同盟国としてイタリアが必要である」との立場を取り、「ドイツ政府は南ティロール問題に関していかなる立場も取るべきではない」と公然と主張すると、ヒトラーは他の政党から強く非難された。ナチスの反対派は国家主義的な政策を強く主張し、ヒトラーの主張について、「少数派のドイツ人を見捨てようとしている」と嘲笑した。ヒトラーが『第二の書』を出版しなかった理由について、ワインバーグは「同じ著者による別の本が出れば、前の本の売り上げは落ちるだろうし、マックス・アマン（ナチ党出版全国指導者）が出版を思い止まらせた可能性がある」と推測している。ヒトラーは、シュトレーゼマンが唱えた「ドイツの現状を1914年初頭のころに戻す」との目標を批判した。ヒトラーにとって、ヴェルサイユ条約の改定や、1914年の国境線の回復は、最重要の課題というわけではなかった。ヒトラーは『第二の書』の中で、「ドイツ国民の生存圏」の欠如こそが、ドイツにとっての喫緊の問題である趣旨を宣言し、「ドイツ国民にとっての十分な居住空間の確保」こそが、民族の偉大さを示すにあたっての基本条件である、と考えた。ヴェルサイユ条約による「制約」からの解放は、国家社会主義における対外政策の第一歩にすぎず、重要度の高い究極の目標は、「ロシアの領土を征服し、新たな居住空間を確保すること」であった。
ヒトラーは段階ごとの計画案をこの本の中で述べている。ドイツの歴史家、アンドレアス・ヒルグルーバーは、1965年の著書『Hitlers Strategie』（『ヒトラーの戦略』）の中で『Stufenplan』（『段階別計画』）との造語を使っている。
第一段階は、軍備の拡大（これはヴェルサイユ条約に違反する）と、イタリアおよび大英帝国との同盟関係の樹立である。第二段階は、これらの同盟国とともに、フランス、ポーランド、チェコスロバキア、ルーマニア王国、ユーゴスラビア王国、これらの東ヨーロッパに国々に対する一連の電撃戦(Blitzkrieg)を展開すること。第三段階は、ヒトラーが「ユダヤのボリシェヴィキ」と呼んで蔑んでいたソビエト連邦の殲滅にあった。第四段階として、ヒトラーは「アメリカとの避けられない戦争が起こる」と考えていた。ヒトラーは『我が闘争』では、「中期的に見て、ソ連こそがドイツにとって最も危険な敵国である」と宣言しているが、『第二の書』では、「ソ連が危険な敵国である点に変わりはないが、長い目で見れば、アメリカこそが最も危険な潜在敵国である」と宣言している。
ヒトラーは、この本の最初の二章分を、ドイツ国民の生存圏の確保の重要性に割いており、「どのような国家であれ、人口と天然資源の正しい均衡は最大の関心事である」と宣言する。
ヒトラーは「国民社会主義の外交政策は、ドイツ国民の生存圏の確保に基づくものである」と宣言している。ヒトラーの分析の出発点は食料の生産である。彼はこれについて「日々の糧を求める闘争」と呼び、「これが人間社会全体の基礎である」とヒトラーは主張した。そこから、「人口の規模や人々の生活空間の規模との間で必要な対応関係が続くが、生存に必要な資源が提供されない場合、国家の衰退が始まる。充分な居住空間を追求する闘争こそが、人類の歴史の中心原理である」とし、「この闘争は軍事力が無ければ不可能である」とヒトラーは述べた。居住空間をめぐる闘争に対する相対的な解決策として、ヒトラーは、人口増加の抑制、移民、食料生産の増大、追加の食料を購入するための利益につながる輸出の増加を考慮するが、これらはいずれも問題があると考えている。ヒトラーは、自国民の存在こそが国家を支えるのであり、「ドイツ国家を弱体化させるものである」として、妊娠中絶や移民は拒絶する。ヒトラーは、食糧生産の増加が充分に実現可能であるとは考えていない。ヒトラーが輸出の増大に対して否定的なのは、「他国との販売市場をめぐる争いの激化につながり、ドイツが外国に依存するようになり、1914年にドイツが陥ったような状況を招来するだけである」という。

### 外交政策
ヒトラーは、ナチスの対外政策について「ドイツ人の入植者のみが暮らす『ドイツ国民の居住空間の獲得』に基礎を置く」と宣言している。
ヒトラーは『我が闘争』の時と同じく、『第二の書』において「ユダヤ人こそは、最も危険な永遠の敵である」と宣言している。
フランスは「有色人種との混血が進み、劣化しつつある国」と考えた。ソ連については、ヒトラーはスラヴ民族を「知性も思考能力も持たない人間以下の存在」として蔑視し、ソ連を「血に飢えた、無能なユダヤ人の革命家が支配する国家である」と呼んだ。アメリカについては、『我が闘争』の中で「人種的に退化した社会」として軽蔑的に言及している一方で、『第二の書』では、優生学と人種隔離政策を実践し、南ヨーロッパと東ヨーロッパからの「下等な」移民を犠牲にするのと引き換えに、模範的な移民政策を追求する、活力に満ちた「人種的に成功した社会」と表現している。歴史家の多くは「1924年の時点で、ヒトラーはアメリカについてほとんど知らなかった」と指摘している。
1924年以降、アメリカはドイツや北欧諸国からの移民に対して優遇する政策を始めた。ヒトラーは、ヨーロッパからアメリカにやって来た移民について、「人種的に優れている」と考えた。ヒトラーは「アメリカ政府が自国民を養うにあたって技術力と経済力を通じて無限の資源を開発できたのはなぜか」を説明するのに役立つ、と考えた。ヒトラーはアメリカを羨望の目で見るようになるが、世界征服を目指していたヒトラーにとって、アメリカは同時に危険な相手でもあった。ヴァインヴェルクによれば、「唯一の対策は戦争であった」という。ヒトラーは『第二の書』で主張したこの計画に沿う形で、ドイツはイタリアと同盟を結び、フランスを破り、イギリスとも戦った。日本軍が真珠湾を攻撃して1時間以内に、ヒトラーはアメリカに宣戦布告した。ヒトラーは『第二の書』において、「ドイツが世界を征服するにあたっては、アメリカとの対決は避けられないものであり、その戦争準備はナチスにとって重要な任務となるだろう」との見解を強調している。アメリカはドイツから遠く離れており、充実した海軍力があった。1933年1月に宰相に就任したヒトラーは、フランスとイギリスを叩き潰すために兵器の製造に取り組み、1937年には大陸間爆撃機と巨大戦艦を発注した。
第一次世界大戦後、ヒトラーは反ユダヤ主義の姿勢を強めるようになるが、イギリスとアメリカの力には注目し続けていた。ヒトラーがドイツ人の生存圏を追求したのは、広大な領土と人口を有するイギリスとアメリカを模範として見ていたためであった。
イギリスとの同盟については「イギリスは『混じりけの無いヨーロッパの民族が統治する国家』を受け入れるだろうから、このゲルマン民族の国家との同盟の可能性は、ヨーロッパ大陸における最強国として君臨するというドイツの目標の妨げにはならない」と主張している。自国の利益にならない限り、「イギリスがドイツと同盟を結ぶ可能性などありえない」ことは、ヒトラーにも分かっていた。ヒトラーによれば、イギリスでは、大英帝国の支配権を巡り、ヒトラーが「ユダヤ人による侵略」と呼ぶものと「古くから続くイギリスの伝統」との間で闘争が起こりつつあり、「大英帝国が『ユダヤ人による侵略』への抵抗に成功すれば、ドイツと同盟を結ぶ可能性は非常に高い」と宣言している。
ヒトラーは『第二の書』の中で「ドイツはヴェルサイユ条約で失った領土の断片の返還を求めるのではなく、莫大な面積の生活・農業用地を獲得する必要がある。この土地を手に入れるためには、ドイツは西欧列強を打ち負かし、東方の広大な土地を手に入れる道を切り開かなければならない」と宣言し、「ロシアの指導部が無能なボリシェヴィキに代わった今、ソ連は脆弱な国家となった」と主張した。間近に迫ったフランスとの戦争において、ヒトラーは「イタリアはドイツの同盟国になるであろう」と宣言した。ヒトラーはもう一つの避けられない戦争、アメリカとの戦争に備えようとしていた。

## 資料
- Zweites Buch

- Hitlers Zweites Buch 1928.